# Wagna
Wagna ist eine Marktgemeinde mit 6525 Einwohnern (Stand 1. Jänner 2024) im Bezirk Leibnitz im österreichischen Bundesland Steiermark.

## Geografie

### Gemeindegliederung
Die Gemeinde Wagna setzt sich zusammen aus vier Katastralgemeinden (Fläche Stand 31. Dezember 2023) und gleichnamigen Ortschaften (Einwohner Stand 1. Jänner 2024):
| Katastralgemeinden                                                                      | Ortschaften                                                                              |
| --------------------------------------------------------------------------------------- | ---------------------------------------------------------------------------------------- |
| - Aflenz (232,72 ha) - Hasendorf (252,26 ha) - Leitring (396,23 ha) - Wagna (417,36 ha) | - Aflenz an der Sulm (237) - Hasendorf an der Mur (247) - Leitring (3609) - Wagna (2432) |

Weitere Ortsteile sind als Dörfer: Kleinwagna, Neuleitring, Neuwagna.

### Eingemeindungen
Die Gemeinde Wagna entstand am 1. Jänner 1952 durch Zusammenlegung der vorher selbständigen Gemeinden Aflenz an der Sulm, Hasendorf an der Mur, Leitring und Wagna.

### Nachbargemeinden
|          | Gralla                                      |                                  |
| Leibnitz | Kompassrose, die auf Nachbargemeinden zeigt | Gabersdorf                       |
|          | Gamlitz                                     | Straß in Steiermark, Ehrenhausen |

## Geschichte
Einen Brückenübergang über die Mur bei Landscha gibt es schon seit der Hallstattzeit (800–600 v. Chr.)
Im von Kelten besiedelten Gebiet wurde um 15 v. Chr. eine Römersiedlung gegründet, die 70 n. Chr. zur Stadt erhoben wurde. Im Namen Flavia Solva ist der Name des Stadtgründers Flavius und der Name des Flusses Sulm – „Solva“ enthalten. Flavia Solva war eine von 11 mit Stadtrecht ausgestatteten Römersiedlungen in Österreich und die einzige in der heutigen Steiermark. Etwa 170 n. Chr. wurde Flavia Solva im Markomannenkrieg gebrandschatzt, dann wieder aufgebaut und schließlich im 5. Jahrhundert im Zuge der Völkerwanderung total zerstört.
Der Name Wagna findet sich erstmals in Urkunden des 13. Jahrhunderts als „Wagnach“ = Siedlung am Flussübergang. Diese dürfte sich nahe der heutigen Sulmbrücke befunden haben. Im 16. Jahrhundert entstand an der Aflenzer Sulmbrücke ein Edelsitz, aus dem sich die Herrschaft „Wagna“ entwickelte. Das Dorf Wagna unterstand der Herrschaft Seckau und hatte im Jahre 1822 196 Einwohner. 1848 wurden die Grundherrschaften aufgelöst, die politische Gemeinde Wagna entstand.
Im Ersten Weltkrieg entstand ein Lager für Kriegsflüchtlinge und ausgesiedelte Zivilbevölkerung. Im August 1915 wurden Familien aus Friaul ins Lager gebracht, das im November 1915 21.286 Flüchtlinge zählte. Im Lager starben fast 3000 Menschen an Cholera, Typhus und Fleckfieber. Ein eigener italienischer Friedhof wurde errichtet. Nach dem Zusammenbruch der Monarchie entstand aus diesem Flüchtlingslager die Siedlung Wagna.
Während des Zweiten Weltkriegs bestand in der Katastralgemeinde Aflenz von Februar 1944 bis April 1945 ein Nebenlager des KZ Mauthausen. Das Lager diente zur unterirdischen Verlagerung der Flugmotorenproduktion der Steyr-Daimler-Puch AG von Graz nach Aflenz. Für Stollenbau und Produktion wurden in dem Römer-Kalksteinbruch insgesamt 920 Häftlinge eingesetzt.
Mit 1. Oktober 1984 wurde Wagna zur Marktgemeinde erhoben.

### Bevölkerungsentwicklung
| Wagna: Einwohnerzahlen von 1869 bis 2024            | Wagna: Einwohnerzahlen von 1869 bis 2024 | Wagna: Einwohnerzahlen von 1869 bis 2024 | Wagna: Einwohnerzahlen von 1869 bis 2024 | Wagna: Einwohnerzahlen von 1869 bis 2024 |
| --------------------------------------------------- | ---------------------------------------- | ---------------------------------------- | ---------------------------------------- | ---------------------------------------- |
| Jahr                                                |                                          |                                          |                                          | Einwohner                                |
| 1869                                                | 1869                                     |                                          | 1.199                                    | 1.199                                    |
| 1880                                                | 1880                                     |                                          | 1.190                                    | 1.190                                    |
| 1890                                                | 1890                                     |                                          | 1.280                                    | 1.280                                    |
| 1900                                                | 1900                                     |                                          | 1.243                                    | 1.243                                    |
| 1910                                                | 1910                                     |                                          | 1.412                                    | 1.412                                    |
| 1923                                                | 1923                                     |                                          | 2.391                                    | 2.391                                    |
| 1934                                                | 1934                                     |                                          | 2.672                                    | 2.672                                    |
| 1939                                                | 1939                                     |                                          | 2.567                                    | 2.567                                    |
| 1951                                                | 1951                                     |                                          | 4.557                                    | 4.557                                    |
| 1961                                                | 1961                                     |                                          | 3.975                                    | 3.975                                    |
| 1971                                                | 1971                                     |                                          | 4.402                                    | 4.402                                    |
| 1981                                                | 1981                                     |                                          | 4.585                                    | 4.585                                    |
| 1991                                                | 1991                                     |                                          | 4.833                                    | 4.833                                    |
| 2001                                                | 2001                                     |                                          | 5.102                                    | 5.102                                    |
| 2011                                                | 2011                                     |                                          | 5.319                                    | 5.319                                    |
| 2021                                                | 2021                                     |                                          | 6.465                                    | 6.465                                    |
| 2024                                                | 2024                                     |                                          | 6.525                                    | 6.525                                    |
| Quelle(n): Statistik Austria, Gebietsstand 1.1.2021 |                                          |                                          |                                          |                                          |

## Kultur und Sehenswürdigkeiten
- Römersteinbruch Aflenz
- Flavia Solva mit Museum
- Schloss Retzhof

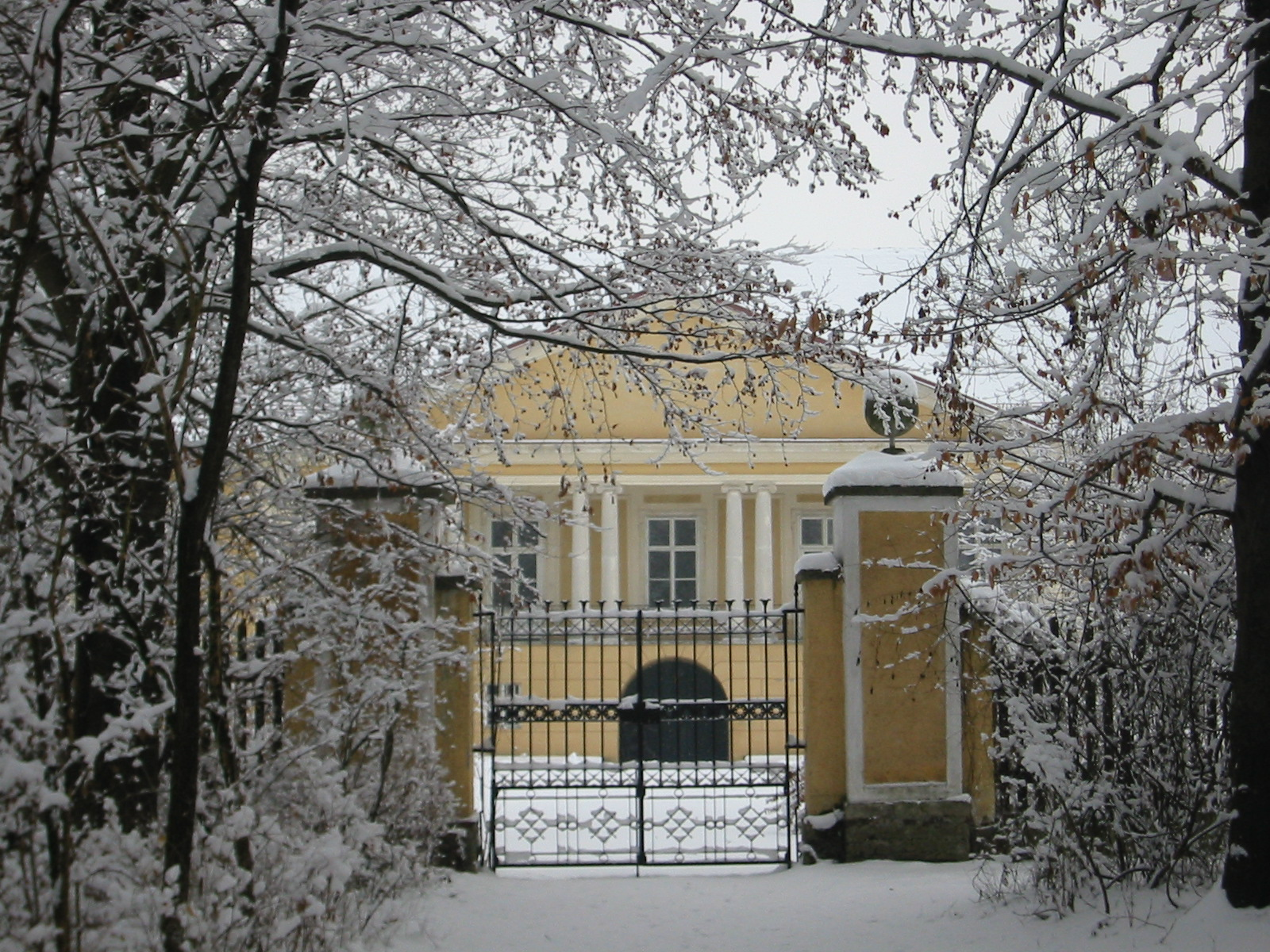
Schloss Retzhof

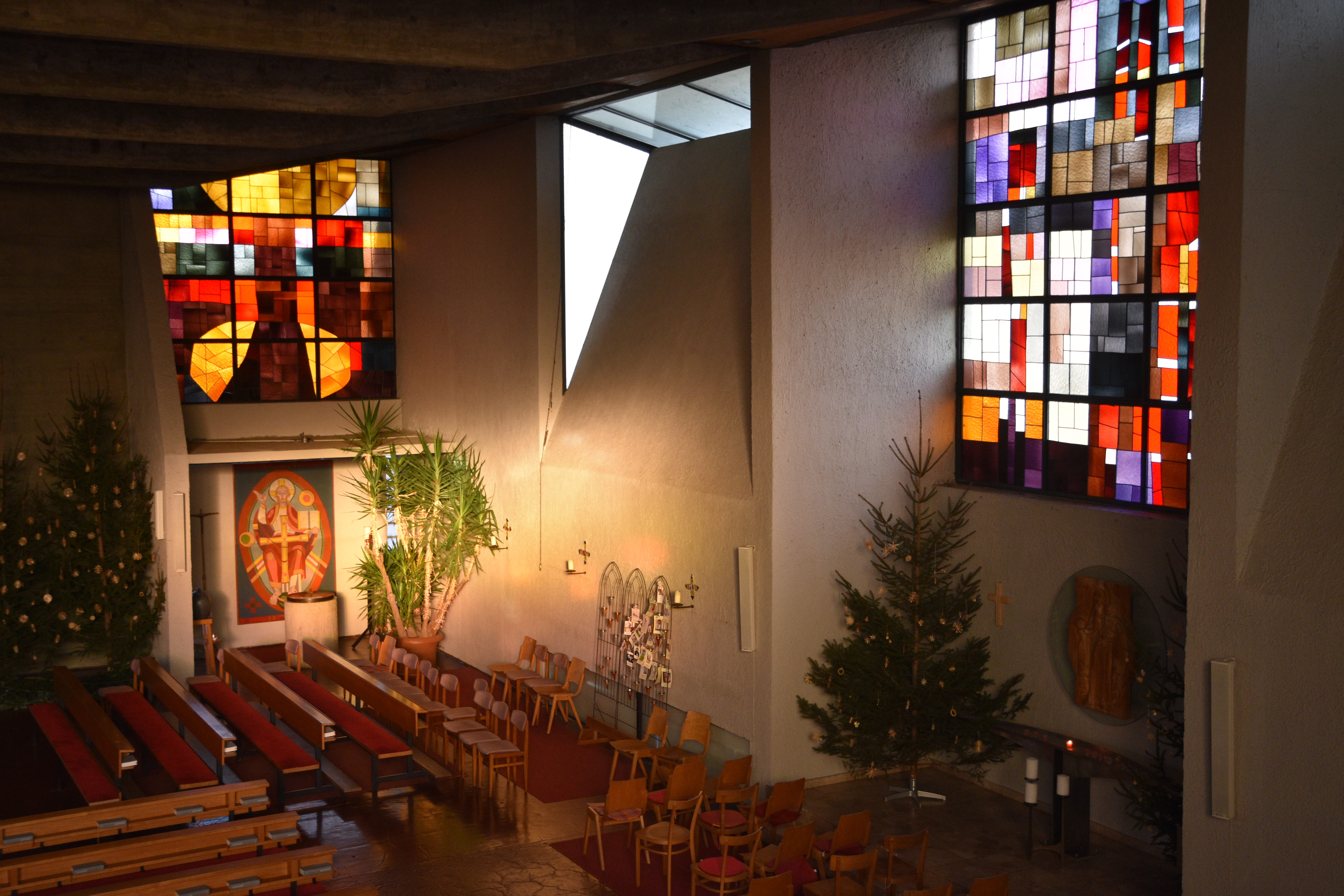
Innenraum der Pfarrkirche Wagna

- Katholische Pfarrkirche Wagna Christus der Auferstandene

## Wirtschaft und Infrastruktur
In den Jahren 1999 bis 2010 halbierte sich die Anzahl der landwirtschaftlichen Betriebe, die Anzahl der Nebenerwerbsbetriebe nahm von 70 auf 25 ab. Obwohl die Anzahl der Produktionsbetriebe von 2001 bis 2011 von 34 auf 56 zunahm, sank die Anzahl der dort Beschäftigten von 573 auf 404. Der größte Arbeitgeber im Dienstleistungssektor sind die sozialen und öffentlichen Dienste. Mehr als siebzig Prozent der Arbeitnehmer sind hier beschäftigt.
| Wirtschaftssektor            | Anzahl Betriebe | Anzahl Betriebe | Anzahl Betriebe | Erwerbstätige | Erwerbstätige | Erwerbstätige |
| Wirtschaftssektor            | 2021            | 2011            | 2001            | 2021          | 2011          | 2001          |
| ---------------------------- | --------------- | --------------- | --------------- | ------------- | ------------- | ------------- |
| Land- und Forstwirtschaft 1) | 26              | 42              | 86              | 35            | 36            | 31            |
| Produktion                   | 70              | 56              | 34              | 603           | 404           | 573           |
| Dienstleistung               | 295             | 191             | 126             | 1684          | 1192          | 1013          |

1) Betriebe mit Fläche in den Jahren 2010 und 1999, Arbeitsstätten im Jahr 2021

### Berufspendler
Von den rund 2500 Erwerbstätigen, die 2011 in Wagna wohnten, arbeiteten weniger als zwanzig Prozent in der Gemeinde, mehr als 2000 Menschen pendelten aus. Dafür kamen 1200 Menschen aus der Umgebung, um in Wagna zu arbeiten.

### Landeskrankenhaus Wagna
Im Bereich der ehemaligen Römersiedlung Flavia Solva wurde im 19. Jahrhundert ein Barackenspital errichtet. Dieses wurde im Ersten Weltkrieg völlig vernichtet und in den Folgejahren vom Roten Kreuz wiederaufgebaut.
1936 übergab das Rote Kreuz das Spital an das Land Steiermark. Dieses verfügte damals über vier Abteilungen (chirurgische, medizinische, Infektions- und Gebärabteilung mit rund 100 Betten). Ende der 1950er Jahre wurde mit der Planung und dem Neubau des heutigen Krankenhauses begonnen.
Das Krankenhaus präsentiert sich heute inmitten eines großen Parks und ist seit 1986 ein Standardkrankenhaus der Steiermärkischen Krankenanstaltengesellschaft.

### Tourismusverband
Die Gemeinde bildet gemeinsam mit Leibnitz den Tourismusverband „Die besten Lagen.Südsteiermark“. Dessen Sitz ist in Leibnitz.

### Sport
- Fußballverein SVL Flavia Solva

## Politik

### Bürgermeister
Bürgermeister ist Peter Stradner (SPÖ).
Dem Gemeindevorstand gehören weiters der erste Vizebürgermeister Johann Ritter (SPÖ), der zweite Vizebürgermeister Ferdinand Weber (ÖVP), der Gemeindekassier Heinz Pieberl (SPÖ) und das Vorstandsmitglied Karlheinz Stohmeier (SPÖ) an.

### Gemeinderat
Der Gemeinderat besteht aus 25 Mitgliedern. Nach dem Ergebnis der Gemeinderatswahl 2020 setzt sich dieser wie folgt zusammen:
- 19 SPÖ
- 04 ÖVP
- 01 FPÖ
- 01 Die Grünen

### Städtefreundschaftspakt seit 1969
- Ronchi dei Legionari, Italien
- Metlika, Slowenien

Belege siehe:

### Wappen
Das Wappen der Marktgemeinde Wagna zeigt einen Schlüssel, Kornähren und zwei sich reichende Hände. Das Motiv stammt von einer römischen Münze und besagt, „dass die Freundschaft der Schlüssel zur Ernte“ ist.

## Persönlichkeiten
- Thomas Barmüller (* 1964), Jurist und Politiker
- Juliane Bogner-Strauß (* 1971), Politikerin der ÖVP
- Elisabeth Edl (* 1956), Literaturwissenschaftlerin und Übersetzerin
- Kurt Elsasser (* 1967), Schlagersänger
- Dieter Elsneg (* 1990), Fußballspieler
- Kathrin Ficzko (* 1984), Radio- und Fernsehmoderatorin
- Heiner Georgsdorf (* 1939), Kunstdidaktiger und Kurator
- Otto Heibl (* 1939), Betriebsrat, Gewerkschafter und Politiker
- Bernadette Kerschler (* 1974), Politikerin der SPÖ
- Patrick Krenn (* 1994), Fußballspieler
- Franz Krieger (* 1963), Jazzforscher und Jazzmusiker
- Pascal Legat (* 1995), Fußballspieler
- Oliver Mally (* 1966), Bluesmusiker und Singer-Songwriter
- Remo Mally (* 1991), Fußballspieler
- Rupert Marko (* 1963), Fußballspieler und -trainer
- Gerhard Ornig (* 1990), Jazzmusiker und Hochschullehrer
- Rosa Pock (* 1949), Schriftstellerin
- Klaus Rückert (* 1947), Psychologe
- Joachim Schnabel (* 1976), Politiker, Bürgermeister der Gemeinde Lang, Abgeordneter zum Nationalrat
- Daniela Schuster (* 1973), Skifahrerin
- Stefan Stangl (* 1991), Fußballspieler
- Linda Stift (* 1969), Autorin
- Karin Strametz (* 1998), Leichtathletin
- Josef Tropper (* 1963), Semitist
- Johannes Zweytick (* 1961), Winzer und Politiker